# Pipiza aurea
Pipiza aurea är en tvåvingeart som beskrevs av Violovitsh 1985. Pipiza aurea ingår i släktet gallblomflugor, och familjen blomflugor. Inga underarter finns listade i Catalogue of Life.